# César Tovar
César Leonardo Tovar fue un beisbolista venezolano que actuó en las Grandes Ligas y la Liga Venezolana de Béisbol Profesional. 
Nació el 3 de julio de 1940 en Caracas (Venezuela), iniciándose en el béisbol profesional venezolano con el equipo de los Leones del Caracas, fue el noveno jugador venezolano en llegar a jugar en las Grandes Ligas, debutando el 12 de abril de 1965 con el equipo de los Minnesota Twins, contra los New York Yankees, en la Liga Americana.
Su llegada al equipo de Minnesota se produjo mediante el cambio del lanzador Jerry Arrigo en diciembre de 1964 a los Cincinnati Reds, equipo para el cual había estado jugando Tovar en sus divisiones inferiores desde su llegada a Estados Unidos en 1959.
Fue un jugador de gran versatilidad, destacando su velocidad, agresividad e inteligencia al correr las bases y tuvo varias temporadas en las que alcanzó buenos promedios de bateo, así en la temporada de 1971 fue el líder de la Liga Americana en hits, con 204 bateados. No fue un jugador de bateo potente, como lo dejan ver sus 46 jonrones (un jonrón cada 121 veces al bate) y 435 carreras empujadas (un promedio de 36 por temporada) a lo largo de doce campañas en el mejor béisbol del mundo.
1967 fue un gran año para César Tovar, fue el líder de la Liga Americana en veces al bate con 649 y terminó en séptimo lugar en la elección del jugador más valioso de la Liga Americana, distinción que obtuvo Carl Yastrzemski, de los Boston Red Sox, que aquel año consiguió la triple corona de bateo
Las cinco temporadas que van desde 1967 a 1971 fueron los grandes años de César Tovar en el béisbol de las Grandes Ligas, figurando todos estos años entre los 25 mejores jugadores de la Liga Americana.

## Mejores momentos
El 22 de septiembre de 1968 se convierte en el segundo jugador en jugar las nueve posiciones defensivas en el mismo partido,  hecho que había realizado antes el cubano Dagoberto Campaneris, teniendo que pasar 32 años hasta que otro jugador, Scott Sheldon, de los Texas Rangers, repitiese la hazaña.
El 18 de mayo de 1969 consigue, con su compañero de equipo, el panameño Rod Carew, robar cinco bases en la misma entrada, la tercera de su partido contra los Detroit Tigers, entre ellas, dos veces el home, lo cual enfada mucho al lanzador de Detroit, Mickey Lolich, quien en un posterior turno al bate de Tovar, lo golpea con un lanzamiento directo a la cabeza.
El 19 de septiembre de 1972 consigue batear la escalera (sencillo, doble, triple y jonrón) contra el equipo de los Rangers de Texas. César Tovar mantiene el récord de haber roto más intentos de juego sin hits ni carreras en la Liga Americana con 5.
Entre los apodos que el público le endilgaba a Tovar por su combatividad en el campo de juego estaban  "Pepito" y "Mr. Versatility".

## Fallecimiento
El 14 de julio de 1994 Tovar fallece debido a un cáncer de páncreas, recién cumplidos los 54 años de edad, en su ciudad natal de Caracas, considerado uno de los jugadores más versátiles y de mayor popularidad entre los aficionados venezolanos.

## Reconocimientos
En 2003, César Tovar fue incorporado al Salón de la Fama del Béisbol de Venezuela.